# 室町殿日記
『室町殿日記』（むろまちどのにっき）は、室町将軍の足利義晴・義輝・義昭及び織豊期の軍事・政事のほか、世相などの説話的な事柄を記した240余章から成る軍記。編者は楢村長教。

## 概要
序によれば、前田玄以の要望により、京都検断職猶村市右衛門尉長高、脇屋惣左衛門尉貞親の日記、幕府料所沙汰人三好日向守義興の日記、将軍の祐筆鳥飼如雪斎の書簡・日記をもとに、編者により文禄年間（1592年-1596年）の風説を加え編まれた。
前田玄以（1602年（慶長7年）没）の指示であること、また足利義昭の臨終（1597年（慶長2年））の記事があることから、慶長年間（1596年-1615年）頃の成立とされる。
近世において史実を伝えた実記と認識されていたことから、随筆などに引用されているが、足利義昭が亡くなった場所を大坂ではなく備後国深津とすることや、足利義輝の暗殺の首謀者を既に亡くなっている三好長慶とするなど、史実と合わない記事も多い。一方で、徳政令、畿内の動乱、あぶれ者など、戦国期の雰囲気をよく伝えており、史料的価値は一概に論じえない。
室町殿物語（むろまちどのものがたり）は、室町殿日記から78章を抜粋編纂し1706年（宝永3年）に貫器堂から出版された。選者は楢村長教。